# Víctor Manuel Fernández
Víctor Manuel "Tucho" Fernández (Alcira Gigena, 18. srpnja 1962.) argentinski je prelat Katoličke Ccrkve i teolog. Trenutno je pročelnik Dikasterija za nauk vjere.
Papa Franjo imenovao ga je 1. srpnja 2023. da naslijedi kardinala Luisa Ladariju Ferrera na mjestu prefekta Dikasterija za nauk vjere  sredinom rujna. Postao je prvi Argentinac kojeg je Papa Franjo imenovao na viši položaj u Rimskoj kuriji.